# Jeremie Frimpong
Jeremie Agyekum Frimpong (Amsterdam, 10 de dezembro de 2000) é um futebolista neerlandês que atua como lateral-direito. Atualmente joga no Liverpool.

## Carreira

### Início
Frimpong chegou às categorias de base do Manchester City aos 9 anos de idade, atuando em partidas da Premier League 2 e da Liga Jovem da UEFA. Ele, no entanto, deixou os Citizens sem ter sido promovido ao elenco principal.
No clube, o jovem jogador chegou a participar de todas as categorias de base até chegar no Sub-23 do City. Em seus anos anteriores, o atleta já havia conseguido chegar a final da FA Youth Cup duas vezes, mas perdeu ambas para o Chelsea (em 2017, onde não entrou em campo) e para o Liverpool (em 2019).
Ao integrar a equipe sub-19, entre 2017 e 2018, Frimpong conseguiu também ir longe na Liga Jovem da UEFA de 2017-18. Contudo, teve o sonho do título interrompido pelo Barcelona de Riqui Puig e Iñaki Peña na semifinal da competição (onde também não entrou em campo, pois sequer havia sido relacionado).
Contudo, foi ao chegar no time sub-23 que ele entendeu que seu futuro estava longe da Inglaterra naquele momento. Naquela ocasião, o time já possuía Kyle Walker na função de lateral direito.
| “                                             | Fiz uma boa época nos Sub-23, mas não queria voltar a fazer isso porque já o tinha feito. Eu queria o futebol do time principal e se isso não acontecesse no City, teria que ser em outro lugar. Não foi fácil para mim partir, estive lá a vida toda. Mas eu tive que tentar. Se você é apaixonado pelo futebol, não pode continuar o mesmo. Você não pode ficar parado. Você tem que ir cada vez mais alto e se esforçar para chegar ao topo. E quando você chegar lá? Você ainda não consegue parar. Continuei jogando [em uma faixa etária] abaixo e acho que quando tinha menos de 23 anos no City, lembro-me de ter assinado um novo contrato e foi quando soube que meu caminho no City seria diferente. Eles estavam falando sobre como eu não consegui entrar no time e me compararam com outros jogadores da academia que estavam melhor do que eu. Eu pensei: 'Sim, claramente não tenho futuro aqui', então preciso dar um passo diferente. Lembro-me de ir àquela reunião e ele dizer: 'Você é muito pequeno', e seria muito físico. Foi quando eu estava pensando: 'Oh, merda, para onde eu vou?'. | ” |
| — Jeremie sobre seus anos no Manchester City. | |   |

### Celtic
Em setembro de 2019, assinou com o Celtic um contrato válido por 4 anos, fazendo sua estreia como profissional contra o Partick Thistle, pelas quartas-de-final da Copa da Liga Escocesa, tendo recebido o prêmio de melhor jogador da partida e conquistando uma vaga entre os titulares.
Em outubro do mesmo ano, marcou seu primeiro gol na vitória por 4 a 0 sobre o Aberdeen. Em 2 temporadas pelos Bhoys, Frimpong disputou 51 partidas oficiais e marcou 3 gols, onde conseguiu conquistar três troféus ao longo de suas duas temporadas na Escócia.

### Bayer Leverkusen
Em janeiro de 2021, assinou com o Bayer Leverkusen.
Suas duas primeiras épocas com o time alemão foram muito regulares, em uma equipe que não conseguia ir longe nas competições que disputava. De 2020 até 2022, Frimpong chegou a marca de dois gols em quase 50 partidas e chegou a figurar no Time Ideal da Bundesliga em 2021–22. Contudo, foi com a chegada de Xabi Alonso, em seu começo de carreira como treinador após uma grande carreira dentro das quatro linhas, que a perspectiva da equipe mudou.
Nas épocas de 2022 até 2024, o clube passou a conseguir chegar longe em mais competições. O time conseguiu ir até a final da Liga Europa da UEFA de 2022–23, além de ter conseguido uma enorme sequência de invencibilidade na época 2023–24. Esta quebrada somente quando perderam o jogo para Atalanta na decisão Continental.
E foi justamente entre 2023 e 2024 que Frimpong e o Bayer conseguiram mostrar sua melhor qualidade. O alemão comandou o time e ajudou o Leverkusen a quebrar a forte hegemonia do Bayern München e conquistou a Bundesliga de 2023–24, ainda na 29ª rodada. Ele chegou na final da Copa da Alemanha de Futebol de 2023–24 em uma irretocável campanha. Eventualmente, venceram também o título nacional e concluíram a época com apenas uma derrota.
Jeremie era uma das figuras mais relevantes daquele elenco. Pois conseguia contribuir diretamente com vários gols e assistências em todas as competições que disputara.
Em sua segunda temporada, viu a equipe novamente brigar por títulos, mas sem atingir o troféu em nenhuma oportunidade. O lateral conseguiu participar diretamente de 10 gols na Bundesliga de 2024–25, divididos igualmente entre gols e assistências, mas sua saída da Alemanha era iminente. Após um forte interesse do Manchester United e do Manchester City na época passada, o jogador passou a ter a Premier League como destino quase inevitável; mas agora sendo o Liverpool, atual campeão da Liga, o seu destino mais provável. Pela equipe alemã, Frimpong anotou 30 gols e 39 assistências em 190 partidas.

### Liverpool
Em 30 de maio de 2025, o Liverpool anunciou a contratação de Jeremie Frimpong. De acordo com a imprensa local, os valores do negócio giram em torno de 35 milhões de euros (R$ 220 milhões).

## Seleção Neerlandesa
Nascido em Amsterdam, é filho de um neerlandês e de uma ganesa, mudando-se para a Inglaterra aos 7 anos.
Convocado para as seleções de base dos Países Baixos desde 2018, foi pré-selecionado para os jogos contra Alemanha e Dinamarca em março de 2022, porém não foi relacionado. Em novembro, foi um dos 39 atletas escolhidos por Louis van Gaal para a Copa de 2022, e um artigo no site da Nederlandse Omroep Stichting (NOS) mencionou que Frimpong não era fluente em neerlandês.
Não foi utilizado por Van Gaal em nenhuma partida da Oranje durante a campanha que terminou nas quartas-de-final, embora tivesse perto de substituir Denzel Dumfries no jogo contra a Argentina, mas o titular conseguiu se recuperar.
Além dos Países Baixos, Frimpong é considerado elegível para defender a seleção de Gana ou também poderia representar a Inglaterra no nível principal.

## Títulos

#### Celtic
- Scottish Premiership: 2019–20
- Copa da Escócia: 2019–20
- Copa da Liga Escocesa: 2019–20

#### Bayer Leverkusen
- Campeonato Alemão: 2023–24
- Copa da Alemanha: 2023–24
- Supercopa da Alemanha: 2024

### Individuais
- Time da temporada da Bundesliga pela revista Kicker: 2021–22[17]